# Салуквадзе, Ананий Максимович
Ананий Максимович Салуквадзе (груз. ანანია მაქსიმეს ძე სალუქვაძე, 4 марта 1889, Озургети, Кавказская администрация — 25 октября 1935, Алма-Ата) — грузинский социал-демократ, член Учредительного собрания Грузии (1919—1921).

## Биография
Родился в крестьянской семье, рано потерял отца и воспитывался отчимом, торговцем Джамулетом Карцивадзе. Грамоте обучился дома. Ещё ребёнком начал работать учеником в техническом отделе завода Манташева в Батуме.
В 1905 году он стал членом РСДРП, примыкал к меньшевикам. Сотрудничал с социал-демократической прессой и был активным участником революционных акций протеста в Гурии. Неоднократно арестовывался, несколько месяцев провёл в тюрьме.
12 марта 1919 года был избран членом Учредительного собрания Грузии, член экономической и военной комиссий. 
Остался в Грузии после её советизации в 1921 году и включился в движение сопротивления. Организовал нелегальные типографии и военные организации. Был арестован 22 мая 1921 года на улице Гоголя за организацию антиправительственной демонстрации 26 мая. 6 июня был освобождён по болезни. Жил нелегально, скрывался, был арестован 1 августа 1922 года. Осуждён на 3 года тюрьмы, 16 декабря 1922 года вместе с другими 52 политзаключенными был отправлен отбывать наказание в РСФСР. 12 января 1923 года был помещён в суздальскую тюрьму на три года. После отбывания наказания был освобожден с запретом жить на Кавказе и в Крыму. 
В конце 1928 года получил разрешение на проживание в Крыму. Страдавший туберкулезом, он поселился в Ливадии. За незаконную переписку был арестован и 14 декабря 1931 года выслан в Среднюю Азию на три года. Жил в Алма-Ате, женился и завёл семью, однако вскоре скончался.
Родственникам удалось разыскать могилу Анания в Казахстане, перевести прах на родину и перезахоронить на Сабурталинском кладбище.
Сын — Шота Салуквадзе, работал на телевидении.